# Маринео
Маринео (італ. Marineo, сиц. Marineu) — муніципалітет в Італії, у регіоні Сицилія, метрополійне місто Палермо.
Маринео розташоване на відстані близько 450 км на південь від Рима, 19 км на південь від Палермо.
Населення — 6701 особа (2014).
Щорічний фестиваль відбувається передстанньої неділі серпня. Покровитель — San Ciro.

## Демографія
Населення за роками:

Станом на 1 січня 2023 року в муніципалітеті офіційно проживало 76 іноземців з 17 країн, серед них 17 громадян країн Євросоюзу та 6 громадян України.

## Сусідні муніципалітети
- Болоньєтта
- Чефала-Діана
- Годрано
- Меццоюзо
- Мізільмері
- Монреале
- Санта-Кристіна-Джела
- Віллафраті